# توماس بلی
توماس بلی (انگلیسی: Thomas Bligh; ۱۵ ژانویهٔ ۱۶۸۵ – ۱ ژانویهٔ ۱۷۷۵) پرسنل نظامی، سیاستمدار و افسر اهل پادشاهی بریتانیای کبیر بود.